# Tiefernitzbach
Tiefernitzbach är ett vattendrag i Österrike.   Det ligger i förbundslandet Steiermark, i den östra delen av landet, 150 km söder om huvudstaden Wien.
I omgivningarna runt Tiefernitzbach växer i huvudsak blandskog. Runt Tiefernitzbach är det ganska tätbefolkat, med 90 invånare per kvadratkilometer.